# Transition post-soviétique en Ukraine
La transition post-soviétique en Ukraine  est le processus ayant permis la mise en place de la constitution ukrainienne.

## Géographie
Le territoire de l'Ukraine est le même que celui de la république socialiste soviétique d'Ukraine, c'est-à-dire Crimée incluse, soit 603 700 km2.

## Histoire

### Indépendance de l'Ukraine vis-à-vis de l'URSS
La république socialiste soviétique d'Ukraine (RSSU) avait été l'un des États fondateurs de l'Union des républiques socialistes soviétiques (URSS). En 1985, Mikhaïl Gorbatchev est élu à la tête de l'URSS et met en place une série de réformes comme la perestroïka et la glasnost. Au lieu de sauver le régime, ces réformes démocratiques provoquent des émeutes en Europe orientale, comme celles ayant mené à la chute du mur de Berlin en août 1989[réf. nécessaire].
En 1990-1991, plusieurs républiques membres de l'URSS proclament leur souveraineté puis leur indépendance. La XIIe législature du Parlement de la RSS d'Ukraine proclame la souveraineté de l'Ukraine le 16 juillet 1990 puis l'indépendance le 24 août 1991. Cette proclamation d'indépendance de l'Ukraine est confirmée par les résultats du référendum sur cette indépendance du 1er décembre 1991 lors duquel 90,3 % des votants soutiennent l'indépendance du pays. Leonid Kravtchouk, alors président du Conseil suprême, est élu nouveau président du pays le même jour. Mais le chef de l’État est contraint d’organiser en 1994 une élection présidentielle anticipée à cause d'une crise économique puis politique.

### Après-crise et fin de la transition
Lors du scrutin de 1994, Leonid Koutchma est élu président avec 52 % des voix. Il met en place des réformes économiques qui permettent un programme d'aide du Fonds monétaire international. Pourtant, à l'issue des législatives de 1994, le président n'obtient pas la majorité au parlement et doit composer avec l'opposition. Le 28 juin 1996, la XIIIe législature du parlement ukrainien adopte la Constitution, laquelle rentre immédiatement en application. Le nom officiel du pays, provisoirement simplement « Ukraine », est définitivement conservé.